# 金折町
金折町（かなおりちょう）は静岡県浜松市中央区の町名。丁番を持たない単独町名である。住居表示未実施。

## 地理
浜松市中央区の東部に位置する。東で老間町、西で石原町、南で古川町及び西町、北で下飯田町及び大塚町と接する。

### 河川
- 安間川

### 学区
小学校・中学校の学区は以下の通りである。
- 浜松市立芳川小学校
- 浜松市立東陽中学校

## 歴史

### 町名の由来
昔この辺りに、「宇津志日金析命」が住んでいたのでこの地名ができた。析はあまり縁起が良くないため折に変わり、金折となった。

### 沿革
- 1889年（明治22年）4月1日 - 町村制の施行により、長上郡金折村と東金折村が周辺の村と合併して長上郡芳川村となる[WEB 8]。旧村名は芳川村の大字として残る[書籍 2]。
- 1896年（明治29年）4月1日 - 郡制の施行により、芳川村の所属郡が浜名郡に変更となる。
- 1954年（昭和29年）7月1日 – 芳川村が浜松市に編入される。
- 1955年（昭和30年） - 大字金折と大字東金折を統合し、金折町となる[WEB 9]。
- 2007年（平成19年）4月1日 - 浜松市が政令指定都市となる。金折町は南区の一部となる。
- 2024年（令和6年）1月1日 - 浜松市の行政区再編により、金折町は中央区の一部となる。

## 施設
- エフ．イー．シーチェーン 本社・本社工場
- 協栄製作所 本社
- 浜松ベジタブル 本社（セントライグループ）
- 西遠・東伸給食 本社
- ENEOS金折SS（東海菱油が運営）
- セブン-イレブン浜松金折町店
- 臨済宗方広寺派 補陀山 普門寺
- 護国神社
- 住吉神社

## 交通

### バス
- 遠鉄バス6大塚線：（浜松駅 方面 - ）びしゃ門寺 - 金折 - 金折住吉館 - 老間（ - 新貝住宅 方面）

### 道路
- 静岡県道315号五島天竜川停車場線[書籍 3]
- 浜松市道下飯田古川線（農免道路）[書籍 4][WEB 10][WEB 11]
- 浜松市道石原老間線（老間渡船通り）[WEB 12][WEB 11]
- 浜松市道金折東町線（旧堤防通り）[WEB 12][WEB 11]

## その他

### 警察
警察の管轄区域は以下の通りである。
| 番・番地等 | 警察署       | 交番・駐在所 |
| ---------- | ------------ | ------------ |
| 全域       | 浜松東警察署 | 芳川町交番   |
| 全域       | 浜松東警察署 | 富屋町交番   |

### 消防
消防の管轄区域は以下の通りである。
| 番・番地等 | 消防署   | 本署/出張所 |
| ---------- | -------- | ----------- |
| 全域       | 南消防署 | 芳川出張所  |

### 書籍
1. ↑  『わが町文化誌 水と光と緑のデルタ』浜松市南陽公民館、1991年10月22日、29頁。
2. ↑  『浜松市史 三』浜松市役所、1980年3月26日、176頁。
3. ↑  『わが町文化誌 水と光と緑のデルタ』浜松市南陽公民館、1991年10月22日、69頁。
4. ↑  『わが町文化誌 水と光と緑のデルタ』浜松市南陽公民館、1991年10月22日、73頁。

### WEB
1. ↑  “h02_22.csv”.   総務省 (2022年2月10日). 2024年7月31日閲覧。
2. ↑  “chuouku_menseki.xlsx”.   浜松市 (2024年3月12日). 2024年7月31日閲覧。
3. ↑  “静岡県 浜松市中央区 金折町の郵便番号 - 日本郵便”.   日本郵便. 2025年2月15日閲覧。
4. ↑  “市外局番の一覧”.   総務省 (2022年3月1日). 2024年7月31日閲覧。
5. ↑  “事業所案内及び管轄地域（事務所3件、分室3件）”.   一般社団法人静岡県自動車会議所. 2024年7月31日閲覧。
6. ↑  “住居表示実施状況／浜松市”.   浜松市 (2024年1月4日). 2024年7月31日閲覧。
7. ↑  “学校名から探す／浜松市”.   浜松市 (2024年1月1日). 2024年7月31日閲覧。
8. ↑  “historyofcities.pdf”.   静岡県総務部合併推進室・財団法人静岡県市町村振興協会. 2024年9月24日閲覧。
9. ↑  “解説ページ”.   株式会社エア. 2024年10月4日閲覧。
10. ↑  “07aisyouhyoushiki-hyoushiki3.pdf”.   浜松市南陽協働センター (2024年7月5日). 2024年8月5日閲覧。
11. 1 2 3  “08aisyouhyoushiki-itizu.pdf”.   浜松市南陽協働センター (2024年7月5日). 2024年8月5日閲覧。
12. 1 2  “06aisyouhyoushiki-hyoushiki2.pdf”.   浜松市南陽協働センター (2024年7月5日). 2024年8月5日閲覧。
13. ↑  “芳川町交番｜静岡県警察”.   静岡県警察 (2024年1月1日). 2024年7月31日閲覧。
14. ↑  “富屋町交番｜静岡県警察”.   静岡県警察 (2024年1月1日). 2024年7月31日閲覧。
15. ↑  “消防署の町別管轄「と」／浜松市”.   浜松市 (2024年3月21日). 2024年7月31日閲覧。